# سيرجي مايزل
سيرجي أوسيبوفيتش مايزل (14 ديسمبر 1907 - 5 يوليو 1955) (بالروسية: Сергей Осипович Майзель) هو فيزيائي سوفيتي متخصص في مجال هندسة الإضاءة. تم تكريمه كعامل للعلوم والتكنولوجيا في روسيا سنة 1944، وحصل على جائزة ستالين من الدرجة الثانية سنة 1946.

## مسيرته
ولد سيرجي أوسيبوفيتش مايزل في 14 ديسمبر 1907 في سان بطرسبرغ، تخرج من الأكاديمية الإمبراطورية الجراحية عام 1881.
في عام 1906 تخرج من جامعة سانت بطرسبرغ وتدرب في جامعة غوتينغن في عام 1909. في 1906-1930 كان يعمل مهندس التعدين في معهد سانت بطرسبرغ للتعدين.
منذ عام 1920، كان يعمل بدوام جزئي في معهد الدولة البصري. في عام 1932 بدأ العمل في معهد موسكو لتكنولوجيا الطاقة (MPEI) ونال دكتوراة في العلوم بقسم هندسة الإضاءة سنة 1938. عضو في الحزب الشيوعي السوفييتي منذ عام 1947.
توفي في 5 يوليو 1955 في موسكو.